# Percezione extrasensoriale
La percezione extrasensoriale o ESP (acronimo dell'espressione inglese Extrasensory Perception), definita anche criptestesia o sesto senso, è una asserita capacità paranormale che permetterebbe la ricezione di informazioni non attraverso i normali cinque sensi ma attraverso la mente. Il termine fu proposto da J. B. Rhine per indicare presunte capacità paranormali quali la telepatia, la chiaroveggenza, precognizione e la retrocognizione.
I sostenitori dell'esistenza di questi fenomeni portano a sostegno delle loro tesi alcune ricerche, sulle quali però vengono sollevati dubbi significativi riguardo alla loro validità metodologica, tanto che la comunità scientifica considera questi esperimenti gravemente carenti di rigoroso metodo scientifico oltre che di solida base teorica. Pertanto, la percezione extrasensoriale è classificata come pseudoscienza. Non c'è alcuna prova che questi fenomeni esistano, a parte presunte prove aneddotiche che per propria natura non hanno credibilità scientifica o valenza statistica.

## Forme di percezione extrasensoriale

Le carte Zener furono utilizzate per la prima volta negli anni 1930 per la ricerca sperimentale su presunti ESP riguardanti la telepatia.

Le carte Zener furono utilizzate per la prima volta negli anni 1930 per la ricerca sperimentale su presunti ESP riguardanti la telepatia.

Le percezioni extrasensoriali vengono chiamate in modi diversi a seconda della loro natura:
- Chiaroveggenza: capacità di percepire visivamente oggetti o eventi a distanza, o in altre dimensioni oltre quella fisica.[12]
- Chiaroudienza: ricezione di voci, suoni, segnali sovrasensibili su un piano uditivo anziché visivo.[12]
- Telepatia: capacità di comunicare con il pensiero.[12]
- Precognizione: capacità di prevedere il futuro,[12] talora identificabile colla profezia.
- Retrocognizione: conoscenza di fatti passati impossibili da apprendere con mezzi ordinari.[13]

Il campo di studio delle percezioni extrasensoriali (e di altre presunte manifestazioni paranormali come la psicocinesi) è chiamato parapsicologia. La persona che si ritiene possieda tali facoltà è detta esper o sensitivo (anche paragnosta, soprattutto se collegato alla retrocognizione; medium se invece afferma di comunicare con entità spirituali, quali ad esempio i defunti). Il termine anglosassone esper, in particolare, pare essere stato coniato dallo scrittore di fantascienza Alfred Bester nel suo racconto Oddy and Id del 1950.
Le percezioni extrasensoriali avverrebbero sia nella coscienza di veglia che in altri stati di coscienza, ad esempio in trance oppure nel sonno e nel sogno. A seconda della loro intensità, si distinguono in conoscenze certe, anticipazioni indefinite, o impressioni pseudo-sensoriali (affini all'allucinazione o al sogno).
Nonostante non sia mai stato dimostrato scientificamente negli esseri umani la reale esistenza di questi fenomeni, parapsicologi hanno studiato il comportamento di diverse animali come gatti, cani e anatre ipotizzando che anche questi potrebbero avere percezioni extrasensoriali in quanto si è ipotizzato che divenissero irrequieti prima di un terremoto per presunte capacità extrasensoriali ma non esiste nessuna dimostrazione neanche di questa affermazione e non è stata dimostrata la differenza fra le presunte percezioni extrasensoriali degli animali e l'istinto.

## Resoconti storici su presunte esperienze extrasensoriali
Resoconti storici sul fenomeno risalgono sin dall'antichità.
Filostrato, ad esempio, racconta che il filosofo Apollonio di Tiana, mentre si trovava a Efeso, avrebbe descritto l'assassinio dell'imperatore Domiziano, che si stava consumando a Roma nello stesso momento, come se stesse avvenendo sotto i suoi occhi.
San Filippo Neri, canonizzato dalla Chiesa cattolica, era noto per la sua presunta chiaroveggenza e poteri telepatici grazie ai quali sarebbe stato in grado di percepire l'arrivo di persone che si avvicinavano, presagire eventi futuri, leggere i pensieri di quanti gli stavano di fronte e condividere con loro i propri pensieri in silenzio e avrebbe predetto l'esito delle elezioni papali; riferendosi a lui, Goethe parlava delle «doti naturali più straordinarie che sembrano oscillare tra l'estremamente intellettuale e l'estremamente fisico».
Si racconta che lo studioso svedese Swedenborg avrebbe avuto una visione a Göteborg nel 1756 di un incendio in atto a Stoccolma. Il filosofo tedesco Immanuel Kant chiese a un amico in Svezia di verificare questo fatto e questi gli rispose con una lettera datata 10 agosto 1763 che fosse tutto vero ma Kant accolse con rifiuto e senso del ridicolo le presunte rivelazioni di Swedenborg dal regno degli spiriti.
Lo stesso Goethe, una sera del 1783, contemplando il cielo dalla propria finestra in Germania, chiamò il suo assistente Johann Peter Eckermann per comunicargli che da qualche parte, molto lontano da lì, doveva essere avvenuto un forte terremoto, che in effetti si era appena verificato nella città di Messina.
Rudolf Steiner, il fondatore dell'antroposofia, sosteneva di essere chiaroveggente, di potere vedere nel futuro e di leggere la cronaca dell'akasha, una sorta di memoria eterea del mondo in cui sarebbe immagazzinata tutta la conoscenza del passato. Questa capacità, insita a suo dire in ogni essere umano, avrebbe potuto essere raggiunta grazie alla guida di un maestro spirituale. Nell'agosto 1923 Steiner tenne in particolare alcune lezioni a Torquay, che trattavano di teoria e pratica della chiaroveggenza.
Il monaco italiano noto come Padre Pio sarebbe stato esaminato più volte per presunti casi di ESP a lui attribuiti e si narra che avrebbe riferito ai fedeli, durante la confessione, i peccati che costoro omettevano di confidargli. Oltre al presunto fenomeno della stigmatizzazione, leggende popolari riportano una presunta bilocazione, ovvero la capacità di essere in due posti diversi contemporaneamente.

### In italiano
- Massimo Polidoro, L'illusione del paranormale, Esedra, 1997, ISBN 978-8870218565.

### In inglese
- (EN) Paul Kurtz, A Skeptic's Handbook of Parapsychology, Prometheus Books, 1985, ISBN 0-87975-300-5.
- (EN) Richard Wiseman, Deception and Self-Deception: Investigating Psychics, Prometheus Press, 1997, ISBN 978-1-57392-121-3.